# Senovo (Bulgarije)
Senovo (Bulgaars: Сеново) is een klein stadje in het noordoosten van Bulgarije. Het dorp is gelegen in de gemeente Vetovo, oblast Roese. Het dorp ligt ongeveer 39 km ten oosten van Roese en 268 km ten oosten van de hoofdstad Sofia.
Senovo werd op 7 september 1984 bij Decreet  №71 uitgeroepen tot stad, daarvoor was het officieel nog een dorp. Sinds 2011 is Inna Georgieva van de Bulgaarse Socialistische Partij de burgemeester van de stad Senovo.

## Bevolking
De eerste officiële volkstelling van 1934 registreerde 2.589 inwoners in het dorp. Dit aantal groeide tot 2.653 personen in 1946. In de periode 1946-1975 verloor het dorp ruim 300 inwoners aan emigratie. Tussen 1975 en 1985 nam het inwonersaantal echter toe en bereikte de stad een hoogtepunt van 3.376 inwoners. Na de val van het communisme kampt de stad met een zeer intensieve bevolkingskrimp. Op 31 december 2019 telde de stad 1.219 inwoners.
| Jaar           | 1934  | 1946  | 1956  | 1965  | 1975  | 1985  | 1992  | 2001  | 2011  | 2019  |
| -------------- | ----- | ----- | ----- | ----- | ----- | ----- | ----- | ----- | ----- | ----- |
| Inwonersaantal | 2.589 | 2.653 | 2.482 | 2.532 | 2.328 | 3.376 | 2.136 | 1.854 | 1.428 | 1.219 |

De stad heeft een gemengde bevolkingssamenstelling. Van de 1.428 inwoners reageerden er 1.402 op de optionele volkstelling van 2011. Zo’n 815 personen identificeerden zichzelf als etnische Bulgaren (58%), gevolgd door 394 Roma (28%) en 177 Bulgaarse Turken (13%).
De stad heeft een verouderde leeftijdsopbouw. Van de 1.428 inwoners die in februari 2011 werden geregistreerd, waren er 192 jonger dan 15 jaar oud (13%), 916 inwoners waren tussen de 15-64 jaar oud (64%), terwijl er 320 inwoners van 65 jaar of ouder werden geteld (22%).